# Shadow Defender
Shadow Defender — пропрієтарна утиліта для Microsoft Windows, котра дозволяє захистити операційну систему, застосунки і конфіденційну інформацію, а також зберегти їх працездатність.

## Опис
Утиліта Shadow Defender — засіб для захисту і підтримки працездатності як конкретних застосунків, так і операційної системи в цілому.
Для вибраних об'єктів утиліта створює динамічні копії файлів, після чого всі об'єкти стають захищеними від небажаних або зловмисних змін. Також існує налаштування для створення винятків для цілих тек і окремих файлів, зміни яких відбуватимуться на оригіналі, на відміну від захищених, де зміни не зачіпають фізичного вмісту файлу, а вносяться до «тіньової» копії, яка лише емулює оригінальний файл.
«Тіньовим» образом є віртуальне середовище, куди перенаправляється буквально кожен елемент, в якому було зроблено зміни, а реальне середовище залишається незмінним.
Після всіх змін і перезавантаження комп'ютера, система відновлюється до первинного стану, якою вона була до включення захисту. До перезавантаження комп'ютера Shadow Defender пропонує користувачеві відновити систему з «замороженого» середовища або залишити її в захищеному режимі, якою вона є на даний момент.